# Harald Petzold
Harald Petzold (sinh ngày 28 tháng 3 năm 1962 tại Seebad Heringsdorf) là một chính khách người Đức từ Cánh tả.

## Cuộc đời
Petzold học nhạc và tiếng Đức. Ông làm giáo viên ở Brandenburg. Từ 1990 đến 1999 Petzold là thành viên của Landtag of Brandenburg. Từ năm 2013 Petzold đã là thành viên của Bundestag Đức.